# Polvilho
Il polvilho, chiamato anche carimã o goma, è denominazione brasiliana dell'amido di manioca.
Si presenta sotto forma di polvere bianca impalpabile ed è commercializzato in due forme diverse. Il polvilho azedo (acido) è modificato dal processo di fermentazione e successiva essiccazione solare, con caratteristiche molto diverse dal polvilho doce (dolce), che invece non subisce trasformazione.

## Preparazione
La preparazione del polvilho consiste nell'estrazione a freddo dell'amido contenuto nelle radici di manioca.
Nel ciclo di preparazione artigianale, le radici, dopo la raccolta, vengono lasciate in acqua per pochi giorni in modo da facilitare l'operazione di separazione della buccia. Poi sminuzzate con una grattugia (fresatura), che produce una massa bianca umida di polpa di manioca. Nel passaggio seguente, la massa farinosa è sciacquata ripetutamente con abbondante acqua corrente, sopra un filtro tessile con maglie fini, fino al momento in cui l'acqua scorre limpida, ovvero ha terminato di estrarre l'amido contenuto nella polpa (per lo meno, termina la capacità di estrazione con questo metodo relativamente semplice).
In seguito, il liquido lattiginoso ottenuto con il risciacquo della massa di polpa di radici, viene lasciato riposare (decantazione) per uno o due giorni. Al termine della sedimentazione, il polvilho è raccolto in uno strato compatto sul fondo delle bacinelle. L'acqua sovrastante è eliminata per scorrimento e la massa ottenuta è stesa su stuoie al sole in strato sottile, dove passa per un processo di essiccazione naturale per opera del Sole. Al termine di 18-24 ore, in clima equatoriale o sub-tropicale, il polvilho raggiunge l'umidità richiesta di circa il 13% e può essere confezionato.

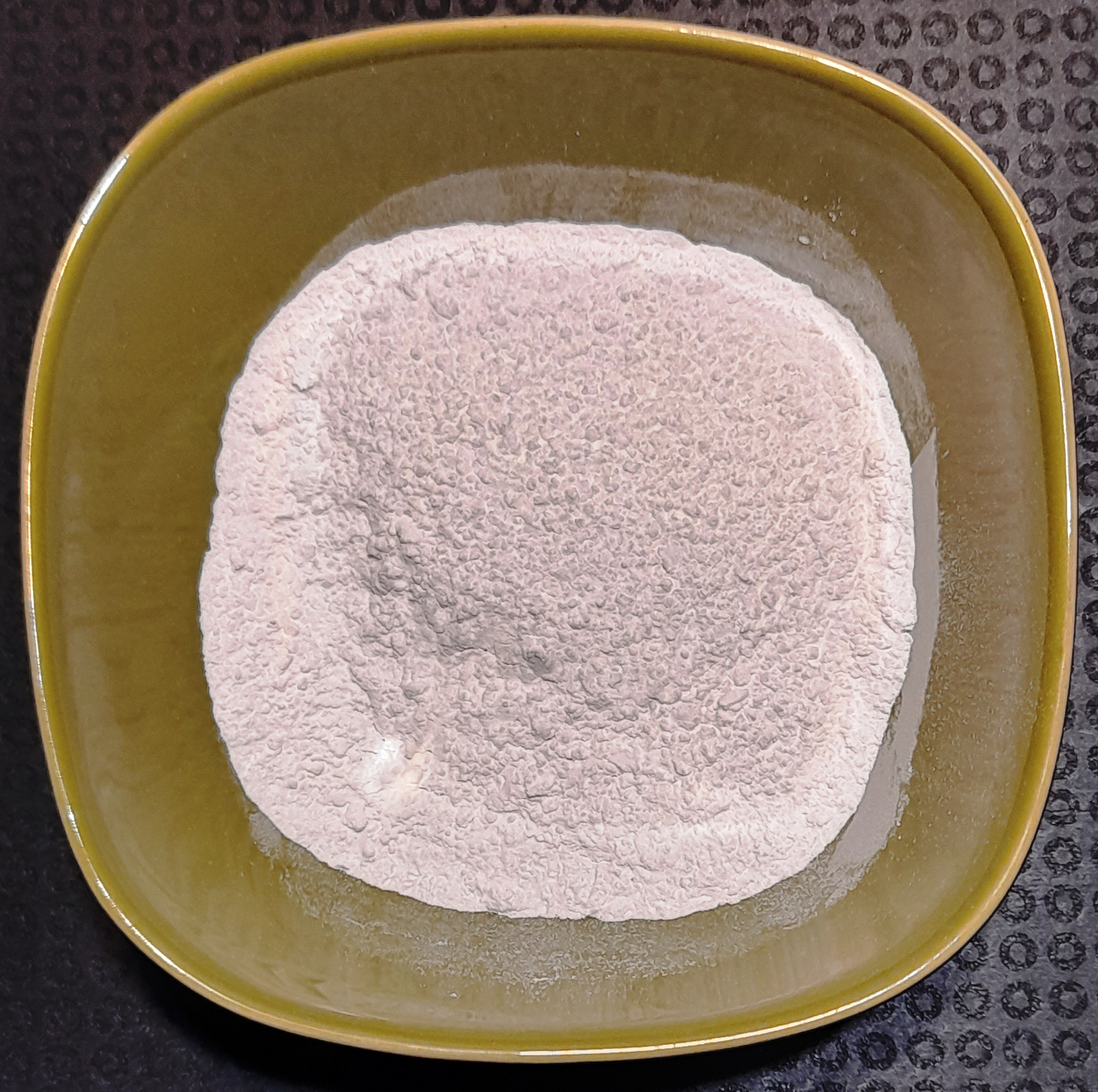
Polvilho azedo, leggermente meno igroscopico e più sciolto, rispetto al polvilho doce

### Polvilho azedo
Per ottenere il polvilho azedo, il periodo di decantazione viene prolungato per 30-40 giorni (a seconda del clima, della tradizione locale e della carica microbiologica di partenza). In queste settimane, l'amido è parzialmente fermentato dai microrganismi presenti naturalmente nell'ambiente e gli zuccheri liberi sono trasformati in acidi fino a raggiungere circa il 5% di acidità.

## Uso
Dal punto di vista dell'uso alimentare, il polvilho azedo ha maggiore facilità nel contenere le bolle di aria eventualmente provocate dal mescolamento e dall'aumento di volume del vapore che si forma durante la cottura. Quindi, il prodotto finale sarà più aerato e leggero, in comparazione con quello ottenuto con il polvilho doce, più compatto e croccante.
Viene utilizzato per vari scopi culinari, come nella preparazione dell'impasto per il pão de queijo, salatini tipici del centro del Brasile originari dello Stato di Minas Gerais, e per la pamonha de carimã, il cui principale produttore è la città di Conceição dos Ouros, a sud di Minas Gerais.